# Zamajón
Zamajón es una localidad española del municipio de Tejado, perteneciente a la provincia de Soria, en la comunidad autónoma de Castilla y León. 

## Geografía
La localidad está ubicada en el centro de la provincia de Soria, al sureste de la capital, en el valle del río Rituerto. Forma parte de la comarca de Campo de Gómara y del partido judicial de  Soria. 

## Historia
El censo de Pecheros de 1528, en el que no se contaban eclesiásticos, hidalgos y nobles, registraba la existencia 15 pecheros, es decir unidades familiares que pagaban impuestos. En el documento original aparece como Çamajón.
Lugar que durante la Edad Media perteneció a la Comunidad de Villa y Tierra de Soria formando parte del Sexmo de Lubia.
A la caída del Antiguo Régimen la localidad se constituyó en municipio constitucional en la región de Castilla la Vieja, partido de Soria que en el censo de 1842 contaba con 15 hogares y 70 vecinos. A mediados del siglo XIX, el lugar, todavía con ayuntamiento propio, tenía contabilizadas 20 casas. Aparece descrito en el decimosexto volumen del Diccionario geográfico-estadístico-histórico de España y sus posesiones de Ultramar de Pascual Madoz de la siguiente manera:

ZAMAJON: l. con ayunt. en la prov. y part. jud. de Soria (3 leg.), aud. terrr. y c g. de Búrgos (26), dióc. de Osma (10). sit. en llano con buena ventilacion y clima saludable; tiene 20 casas; escuela de instruccion primaria frecuentada por 10 alumnos, á cargo de un maestro dotado con 19 fan. de trigo; hay una igl. (Sta. Cruz), aneja de la de Villanueva de Lubia: confina el térm. con los de Riba Hoya, Tapiela, Villanueva y Rituerto; dentro de él se encuentra una fuente y una ermita (San Pablo): el terreno es llano y de buena calidad: caminos: los que dirigen á los pueblos circunvecinos y á la cap. de prov. en la que se recibe y despacha el correo. prod.: cereales, legumbres y pastos con los que se mantiene ganado lanar, vacuno, yeguar y mular: pobl.: 15 vec. 70 alm. cap. imp.: 19,253 rs. 10 mrs.
(Madoz, 1850, pp. 453-454)

A mediados del siglo XIX desaparece el municipio porque se integra en Tejado.

## Demografía
En el año 2000 contaba con 16 habitantes, concentrados en el núcleo principal, pasando a 8 en 2020.

## Patrimonio
- Iglesia de Santa Cruz.
- Ermita de San Pablo compartida con Tapiela y Villanueva de Zamajón.

## Fiestas
Se celebran unas fiestas en honor a la Virgen de la Cruz, el 14 y 15 de septiembre.